# Charlotte (łyżwiarstwo)

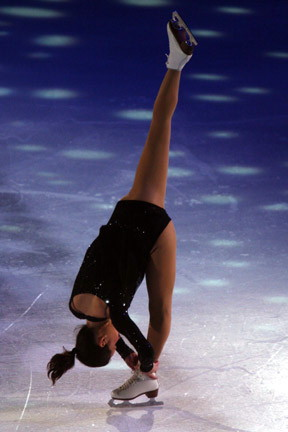
Amerykanka Sasha Cohen - jedna z najlepiej wykonujących Charlotte zawodniczek

Charlotte (również - świeca) to jedna z pozycji w łyżwiarstwie figurowym, wykonywanych zwykle w ramach sekwencji spiral. Zawodniczka jedzie na jednej nodze, pochylona maksymalnie do przodu, z drugą nogą uniesioną do góry. Najlepiej rozciągnięte łyżwiarki są w stanie wykonać ten element niemal w pozycji szpagatu. Charlotte wykonywana być może zarówno podczas jazdy do przodu, jak i do tyłu, jednakże w przód jest zdecydowanie trudniejsza. 
Element ten po raz pierwszy wykonała w początkach XX stulecia niemiecka łyżwiarka: Charlotte Oelschlagel.